# Jardin du Pré-Catelan
El Jardin du Pré-Catelan es un parque botánico de Bois de Boulogne que se encuentra en  la zona de "Pré Catelan".
Es al capitán de las cazas de Luis XVI, Théophile Catelan, al que debemos el origen del nombre del jardín. Pero la leyenda se lo asigna a un trovador de nombre Arnault Catelan, que habría perdido la vida, mientras que portaba presentes a Margarita de Provenza, que había dejado la Provenza para casarse con Luis IX.
En otros tiempos un simple prado de dónde se extraían las piedras que vinieron a pavimentar las avenidas del bois de Boulogne, al cierre de las canteras se transforma en parque de atracciones. 

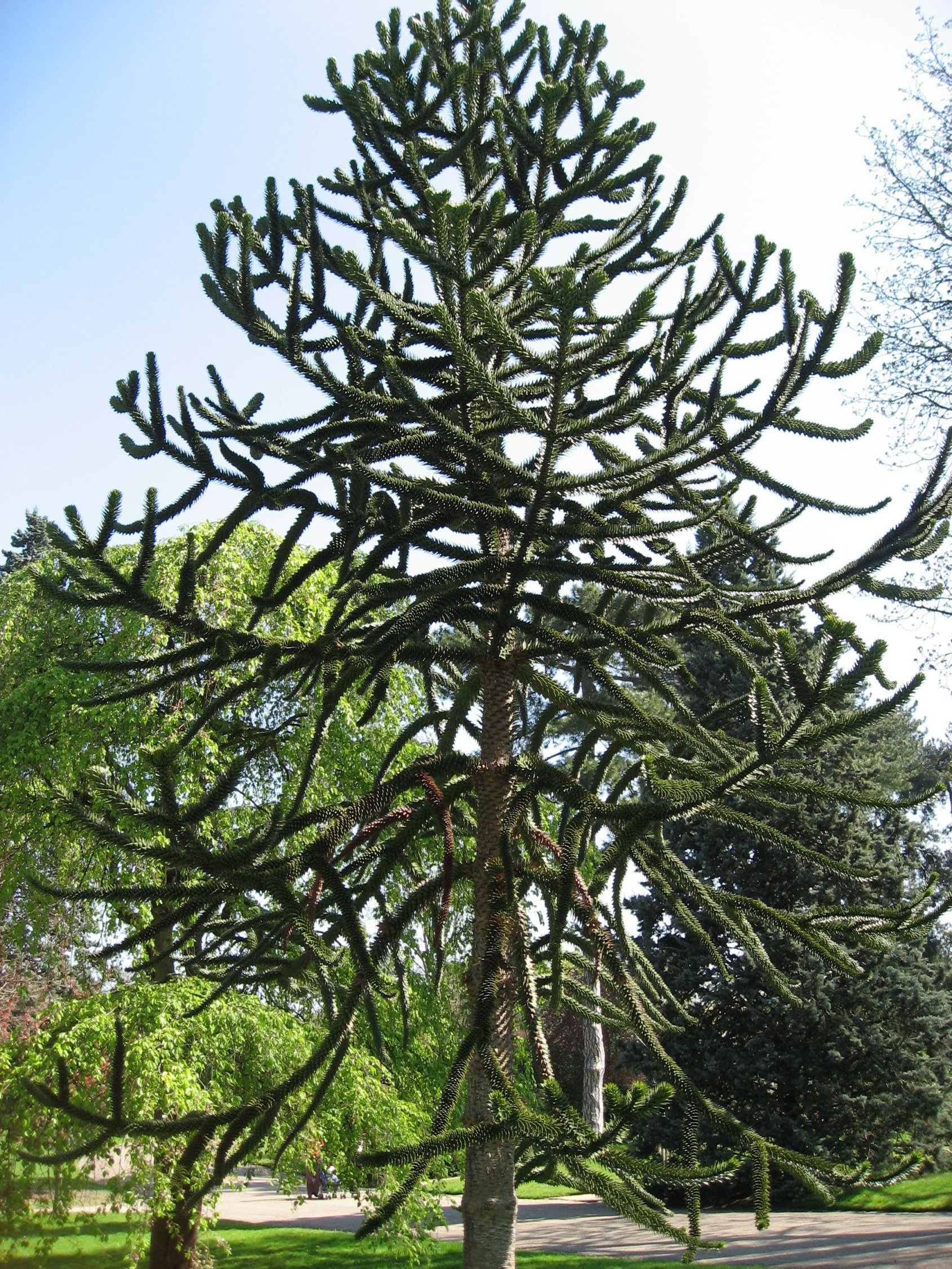
Araucaria de Chile o Desesperación de los monos (Araucaria araucana)
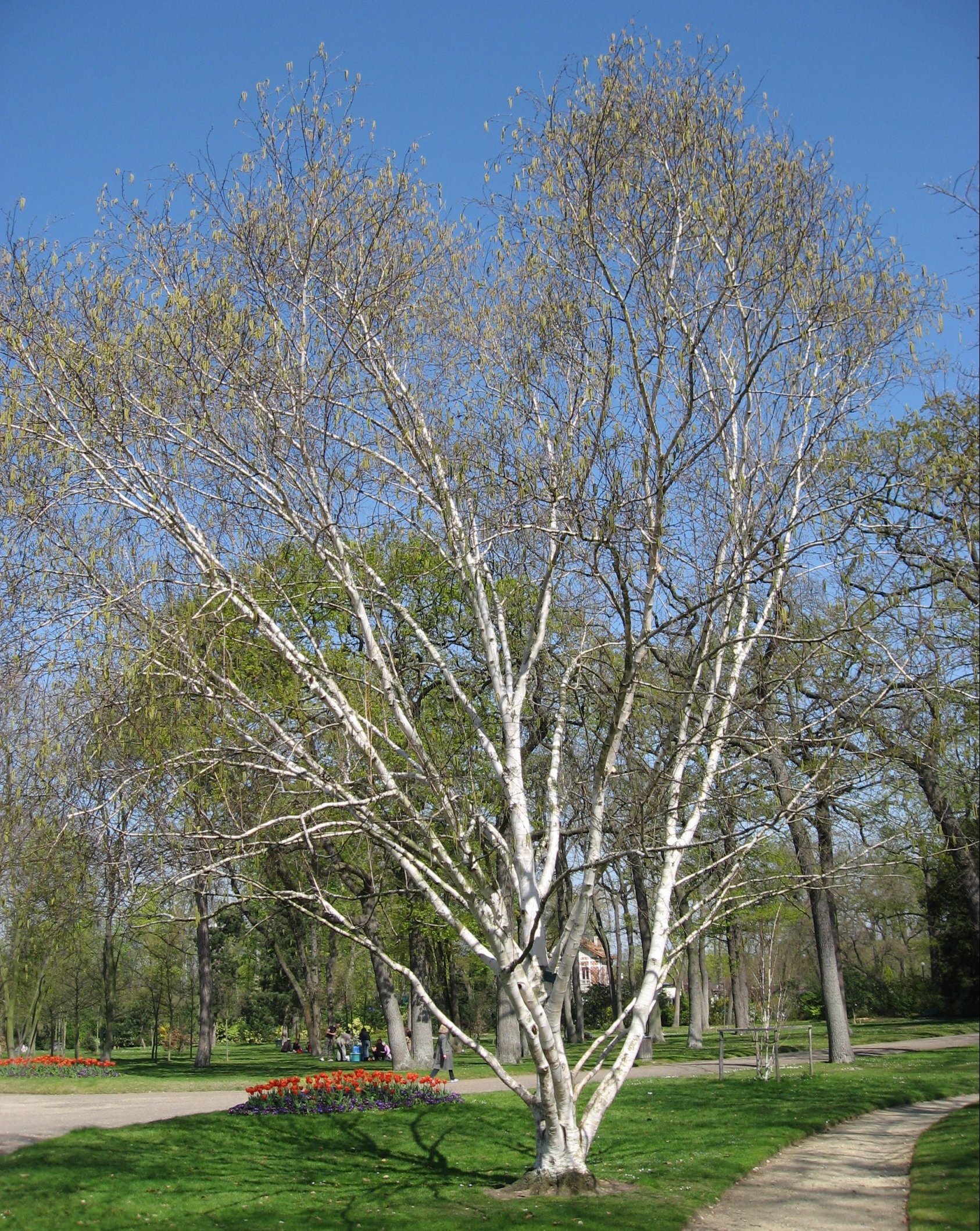
Abedul de los Himalayas (Betula utilis)

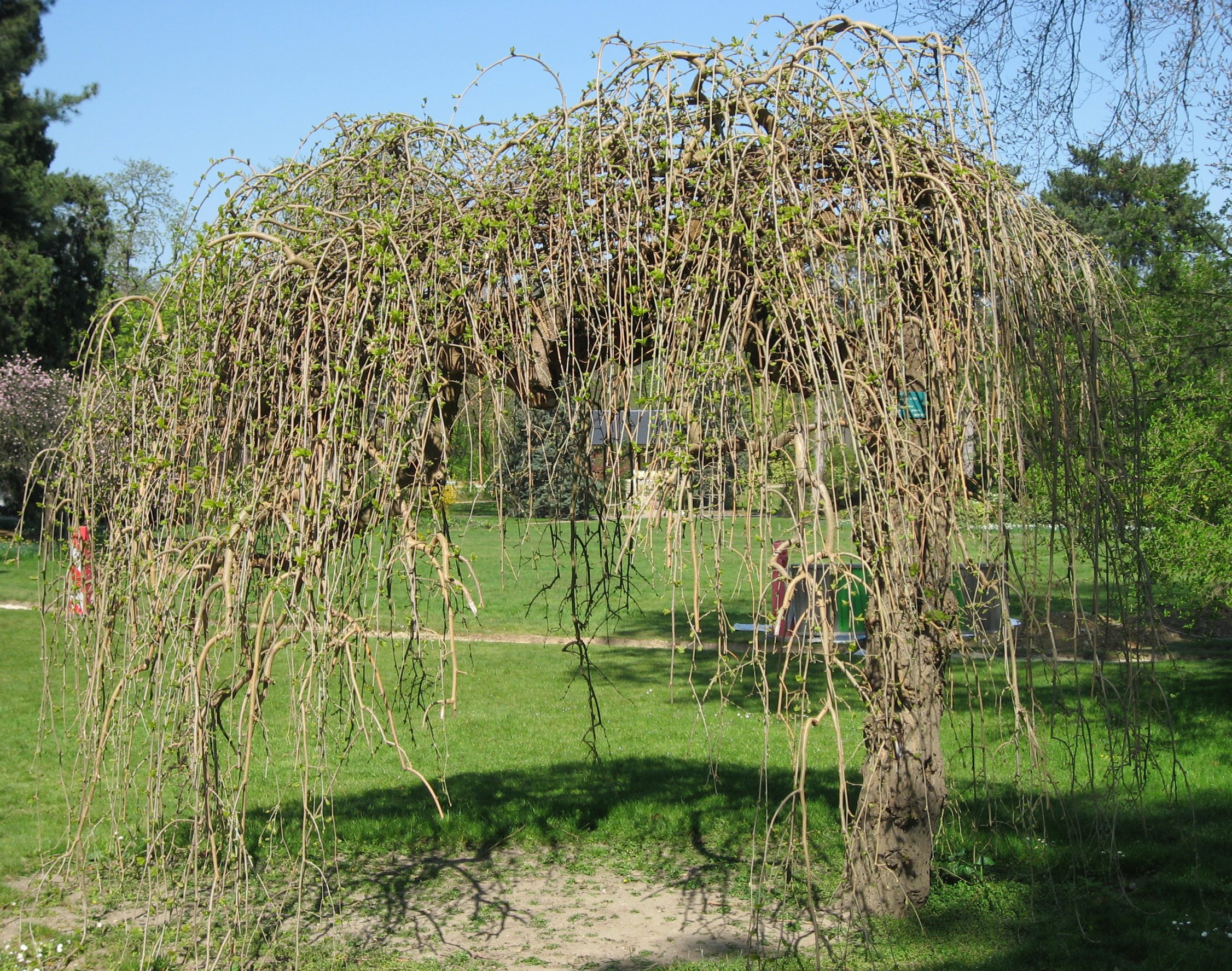
Morera blanca (Morus alba)
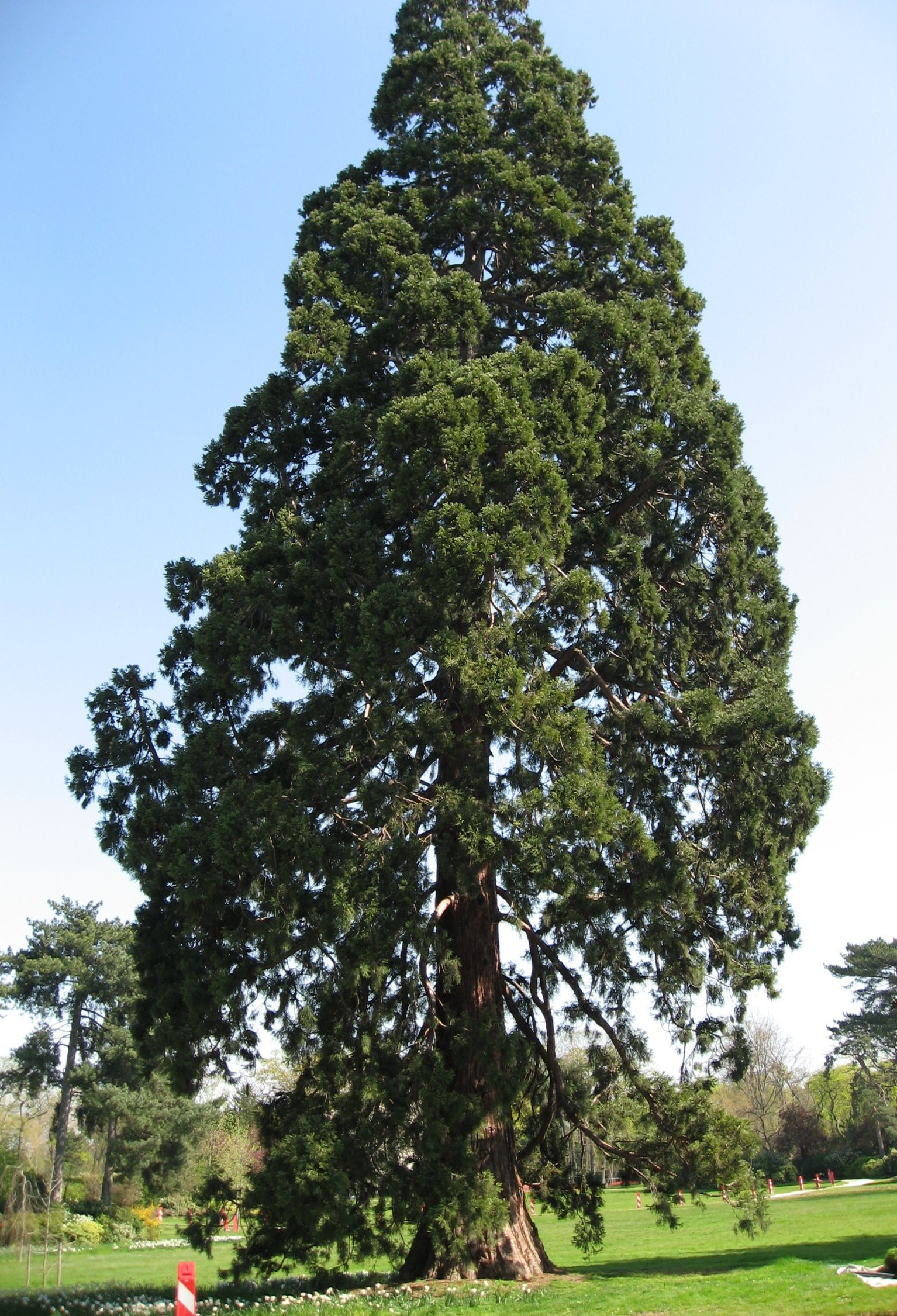
Sequoia gigante (Sequoiadendron giganteum)
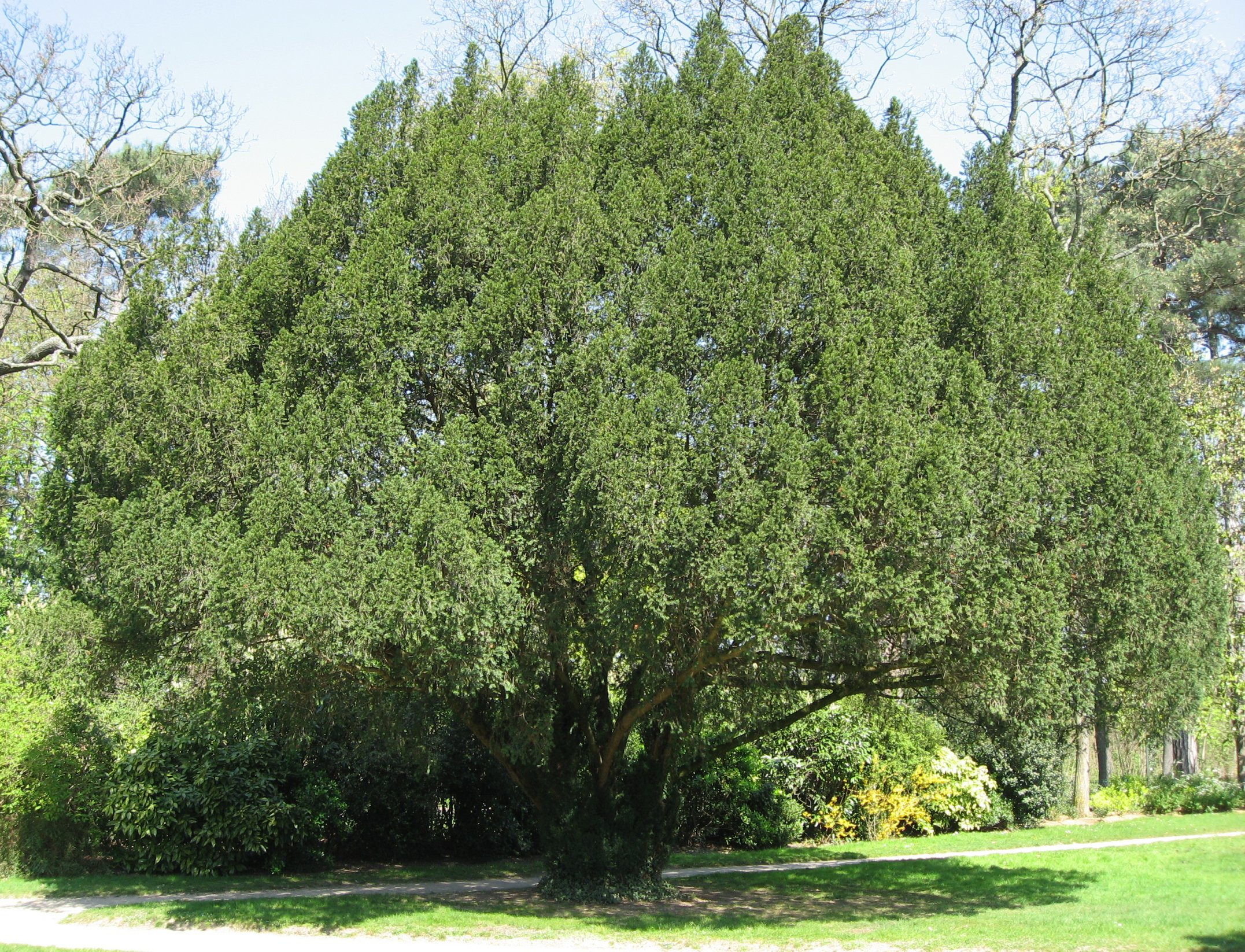
Tejo común (Taxus baccata)